# Fuerza Nacional (Chile)
Fuerza Nacional (FN) fue un movimiento político cívico-militar chileno pinochetista de extrema derecha que estaba  en formación como partido político, aunque dicha solicitud fue caducada por el Servel por segunda vez. Fue fundado en 2019 y disuelto legalmente como partido debido a la caducidad del derecho de inscripción en el Servel en febrero de 2020, siendo reingresado en enero de 2021 y publicado por el SERVEL en marzo del mismo año. Dentro de sus postulados estaba la defensa abierta de la dictadura militar encabezada por Augusto Pinochet.

## Historia
A inicios de enero de 2019 la agrupación anunciaba su próximo lanzamiento; el líder de Fuerza Nacional es Raúl Meza, abogado defensor de algunos militares que se encuentran cumpliendo condenas en la prisión de Punta Peuco por violaciones a los derechos humanos durante la dictadura militar. Otros integrantes fundadores de FN son exmilitantes de la UDI, RN, Avanzada Nacional, Patria y Libertad, miembros de ONGs de oficiales y suboficiales en retiro, exintegrantes del comando de la opción «Sí» para el plebiscito de 1988 y exministros de la dictadura militar. Entre los militantes de Fuerza Nacional está el exdiputado y escritor Hermógenes Pérez de Arce Ibieta.
El anuncio de la formación del partido motivó que Renovación Nacional (RN, partido del cual era militante Meza) iniciara el 15 de enero un proceso disciplinario en su contra, ante lo cual Raúl Meza renunció a dicha colectividad al día siguiente. Si bien en Fuerza Nacional manifestaban cercanías con José Antonio Kast —quien encabezaría posteriormente la formación del Partido Republicano— este rechazó su aparición en el video de lanzamiento del partido, señalando que dicha agrupación no lo representa.
Entre sus primeras actividades mediáticas previo al proceso de inscripción como partido fue realizar una intervención en la estación de metro Escuela Militar el 6 de marzo de 2019, renombrándola de manera simbólica como «Lucía Hiriart». Dicha manifestación se realizó como respuesta a la serie de intervenciones realizadas por la Coordinadora Feminista 8M unos días antes en que diversas estaciones del Metro de Santiago fueron «rebautizadas». Durante su proceso de conformación de la directiva, el partido mantuvo conversaciones con el economista y excandidato presidencial Franco Parisi para incorporarse a sus filas, sin embargo no formó parte de la directiva fundadora.
El 17 de junio de 2019 el partido fue constituido formalmente, y el 11 de julio se inició su proceso de inscripción y legalización ante el Servicio Electoral de Chile (Servel), con lo cual debió recolectar las firmas para inscribirse en al menos tres regiones contiguas. El 19 de noviembre el partido manifestó su apoyo a la opción «Rechazo» en el plebiscito de 2020 que definirá el inicio de un proceso constituyente.
El 13 de febrero de 2020 el Servel caducó el derecho de inscripción del partido al no reunir las firmas necesarias en el plazo exigido por la ley.
En vistas del plebiscito nacional del 2020, Fuerza Nacional manifestó su adhesión por la opción «Rechazo», además de esto conformó la Coordinadora Nacional por el No a Una Nueva Constitución («Conanonuco», también abreviada como «Conan») junto a diversas agrupaciones de derecha y extrema derecha.

## Directiva
- Presidente: Raúl Meza Rodríguez
- Vicepresidentes:
  - Hermógenes Pérez de Arce Ibieta
  - Roberto Rivas Torres
  - Jorge Matthei Aranda
  - Augusto Pinochet Molina
  - Carlos Frisch Lynch
  - Pedro Fuentes Olave
- Secretaria General: Loreto Letelier Barrera
- Tribunal Supremo:
  - Presidente: Carlos Omar Lara del Río
  - Secretario: Ricardo Canales Álvarez
  - Raúl Fernando Ponce Salgado
  - Carmen Gómez Pfeng
- Tesorero: Jorge Matthei Aranda[16]